# Kōsaku Yamashita
Kōsaku Yamashita (山下耕作, Yamashita Kōsaku), né le 10 janvier 1930 et mort le 6 décembre 1998, est un réalisateur japonais.

## Biographie
Kōsaku Yamashita obtient un diplôme de droit à l'université de Kyoto en 1952. Il entre la même année au studio de Kyoto de la Tōei. En 1955, il devient assistant réalisateur et travaille sous la direction de cinéastes tels que Tomu Uchida et Kōzaburō Yoshimura. Kōsaku Yamashita réalise son premier film Wakatono senryō-hada en 1961.
Il s'impose comme l'un des meilleurs artisans de la Tōei, notamment grâce à des films comme Lady Yakuza : La Pivoine rouge (1968) avec Junko Fuji où Gokudō, la même année, avec Tomisaburō Wakayama et Kōji Tsuruta. Le film qui raconte l'ascension sociale d'une petite frappe d'Osaka rencontre un tel succès qu'il engendrera pas moins de dix suites dont la moitié réalisées par Kōsaku Yamashita.
En 1974, il réalise Ā kessen kōkūtai avec Kōji Tsuruta, un drame histoire inspiré de la vie de Takijirō Ōnishi, l'homme qui a conceptualisé les attaques kamikazes durant la Seconde Guerre mondiale. À partir des années 1980, Kōsaku Yamashita se fait plus discret, il réalise tout de même le remarqué Yogisha (1987) d'après un roman de Tomiko Miyao ainsi que deux suites tardives de la série Gokudō au début des années 1990.
Kōsaku Yamashita a réalisé plus de 70 films entre 1961 et 1997.

### Vie privée
Son fils Tomohiko Yamashita (ja) est également réalisateur.

## Filmographie partielle

### Au cinéma
- 1960 : Sabaku o wataru taiyō (砂漠を渡る太陽?)
- 1961 : Wakatono senryō-hada (若殿千両肌?)
- 1963 : Seki no yatappe (関の弥太ッぺ?)
- 1964 : Kuroi tsume (江戸犯罪帳 黒い爪?)
- 1964 : Ōdeiri (大喧嘩?)
- 1965 : Hana to ryū (花と龍?)
- 1965 : Onmitsu samurai kikīppatsu (隠密侍危機一発?)
- 1966 : Zoku hana to ryū: Dōkai wan no kettō (続花と龍 洞海湾の決斗?)
- 1966 : Kyōdai jingi (兄弟仁義?)
- 1966 : Tairiku nagaremono (大陸流れ者?)
- 1966 : Zoku kyōdai jingi (続兄弟仁義?)
- 1966 : Kyōdai jingi: Kantō san kyōdai (兄弟仁義 関東三兄弟?)
- 1967 : Isshin Tasuke: Edokko matsuri (一心太助 江戸っ子祭り?)
- 1967 : Otoko namida no hamonjō (男涙の破門状?)
- 1968 : Le Jeu présidentiel (博奕打ち 総長賭博, Bakuchi uchi: Sōchō tobaku?)[6]
- 1968 : Otoko no shōbu: Byakko no tetsu (男の勝負 白虎の鉄?)
- 1968 : Gokudō (極道?)
- 1968 : Kaette kita gokudō (帰ってきた極道?)
- 1968 : Lady Yakuza : La Pivoine rouge (緋牡丹博徒, Hibotan bakuto?)
- 1968 : Ōoku emaki (大奥絵巻?)
- 1969 : Matte ita gokudō (待っていた極道?)
- 1969 : Sengo saidai no toba (戦後最大の賭場?)
- 1969 : Onna shikaku manji (おんな刺客卍?)
- 1969 : Nihon jokyō-den: Kyōkyaku geisha (日本女侠伝 侠客芸者?)
- 1969 : Lady Yakuza : Chronique des joueurs (緋牡丹博徒 鉄火場列伝, Hibotan bakuto: Tekkaba retsuden?)
- 1970 : Gokudō Kamagasaki ni kaeru (極道釜ヶ崎に帰る?)
- 1970 : Bakuchi uchi: Nagaremono (博奕打ち 流れ者?)
- 1970 : Nihon jokyō den: Tekka geisha (日本女侠伝 鉄火芸者?)
- 1970 : Gokudō kyōjō tabi (極道兇状旅?)
- 1970 : Nippon kyōkaku-den: Nobori ryū (日本侠客伝 昇り龍?)
- 1971 : Bakuchi uchi: Inochi fuda (博奕打ち いのち札?)
- 1971 : Nihon jokyō den: Kettō midare bana (日本女侠伝 血斗乱れ花?)
- 1971 : Onna toseinin: Ota no mōshimasu (女渡世人 おたの申します?)
- 1971 : Ninkyō retsuden: Otoko (任侠列伝 男?)
- 1972 : Zorome no san kyōdai (ゾロ目の三兄弟?)
- 1972 : Otoko no daimon (男の代紋?)
- 1972 : Bakuchi uchi gaiden (博奕打ち外伝?)
- 1973 : Mamushi no kyōdai: musho gurashi yonen-han (まむしの兄弟 刑務所暮し四年半?)
- 1973 : Kamagasaki gokudō (釜ケ崎極道?)
- 1973 : Yamaguchi-gumi san-daime (山口組三代目?)
- 1974 : Yamaguchi-gumi gaiden: Kyūshū shinkō sakusen (山口組外伝 九州進攻作戦?)
- 1974 : Ā kessen kōkūtai (あゝ決戦航空隊?)
- 1974 : Gokudō tai furyō banchō (極道ＶＳ不良番長?)
- 1975 : Nihon ninkyō-dō: Gekitotsu hen (日本任侠道 激突篇?)
- 1975 : Nihon bōryōku rettō: Keihanshin koroshi no gundan (日本暴力列島 京阪神殺しの軍団?)
- 1975 : Gōtō hōka satsujin-shū (強盗放火殺人囚?)
- 1976 : Yukai na gokudō (愉快な極道?)
- 1985 : Saigo no bakuto (最後の博徒?)
- 1987 : Yogisha (夜汽車?)
- 1987 : Ryōma o kitta otoko (竜馬を斬った男?)
- 1988 : Another Way: D kikan jōhō (アナザーウェイ Ｄ機関情報, Anazā wei: D kikan jōhō?)
- 1990 : Gokudō no onna-tachi: Saigo no tatakai (極道の妻たち 最後の戦い?)
- 1993 : Shin gokudō no onna-tachi: Kakugoshiiya (新極道の妻たち 覚悟しいや?)

### À la télévision
- 1973 : Oshi samurai Kiichi Hōgan (唖侍鬼一法眼?) (série télévisée, épisode 13)[7]

## Distinction
Kōsaku Yamashita est nommé pour le prix du meilleur réalisateur pour Yogisha et Ryōma o kitta otoko aux Japan Academy Prize en 1988.